# Лактостаз
Лактоста́з — це застій молока у протоках молочних залоз.
Проявляється цей стан ущільненням тканини залози й болісністю — особливо при пальпації. На шкірі відповідної ділянки груді спостерігається розгалуження розширених вен. Напруга і болісність ділянок залози можуть залишатися й після її спорожнювання. Температура тіла при цьому зазвичай є нормальною.
Застій у протоках проходить через 24-48 годин після того, як з'явився. Поки протока закупорена, дитина може бути незадоволеною під час годівлі з проблемної груді, тому що молоко тече повільніше (імовірно через те, що закупорювання протоки здавлює інші протоки).
Занедбаний лактостаз може призвести до виникнення неінфікованого лактаційного маститу.

## Причини
порушення відтоку молока з якогось місця або із залози в цілому в результаті закупорки молочних проток (погане спорожнювання груді або певної її частини як наприклад через надмірну кількість молока)

### Фактори виникнення
1. погане спорожнювання грудей:
  - неправильне захоплення грудей;
  - годування в одній позиції;
  - використанням пристосувань, що імітують груди;
  - використання накладок для грудей під час годування;
2. обмеження перебування дитини біля грудей;
3. наявність на соску тріщин, що ускладнює годування грудьми;
4. годування грудьми по графіку;
5. введення додаткової рідини;
6. відмова від годування грудьми й перехід на штучне вигодовування;
7. здавлювання молочних залоз тісним одягом або пальцями матері під час годування;
8. сон на животі;
9. стреси;
10. надмірне фізичне навантаження (спазми проток молочних залоз);
11. травми й забиті місця грудей;
12. годування грудьми не розігрівшись після переохолодження.[джерело?]

## Лікування
1. виправити прикладання дитини до грудей;
2. навчитися годувати дитину в різних позиціях;
3. не давати дитині імітаторів соска ("дурник", соску);
4. не використовувати накладки на сосок для годування;
5. годувати далі грудьми, якщо це тільки не занадто болісно. Якнайкраще спорожняти болючу грудь.
  1. розташувати дитину біля грудей так, щоб її підборіддя «вказувало» на місце ущільнення.
  2. під час ссання дитини, легенько масажувати груди в районі ущільнення в напрямку від основи грудей до соска.
  3. під час годування зігрівати постраждалу область, випити щось тепле, прийняти теплий душ, він підсилює ефект окситоцину, під душем можна зробити масаж (легкий) і дати груди дитині (або зцідити груди, потім запропонувати дитині груди для розсмоктування застою). Якщо після годівлі пальпується застій — зцідити груди. Потрібно виключити грубі масажі грудей.
  4. між годуваннями на почервоніле місце прикладати лід (лід загорнути в тканину) на 5-10 хвилин. Лід не має лікувальні властивості, але знімає почервоніння та набряк груді;
6. як найчастіше (приблизно раз у годину) пропонувати дитині молочну залозу яка турбує (частота прикладань збільшується за рахунок маминого бажання);
7. не обмежувати час перебування дитини біля грудей;
8. виключно грудне вигодовування (без допоювання та догодовування) в перші 6 міс.;
9. призначають додаткові зціджування, залежно від складності, може бути від 1-го до 3-х у добу;
10. розумне фізичне навантаження;
11. спати на спині або на боці;
12. вільний одяг, не тісний бюстгальтер;[джерело?]

## Профілактика
1. часте прикладання дитини до грудей не рідше ніж що 2 год. (відмовитися від графіку годувань)
2. слідкування за правильністю прикладання до грудей
3. забирати груди після того як дитина їх відпустила, навчитися правильно забирати груди;
4. чергувати груди приблизно що 2 години;
5. вільний одяг, не тісний бюстгальтер;
6. сон на спині або на боці;
7. максимум уникання стресових ситуацій;
8. розумне фізичне навантаження;
9. виключно грудне вигодовування (без допоювання та догодовування) в перші 6 міс.;
10. перш ніж годувати грудьми після переохолодження потрібно розігрітись;
11. уникання травм грудей;
12. корисно також періодично масажувати груди перевіряючи на наявність болючих ущільнень.